# Telematische Gesellschaft
|  | Dieser Artikel wurde aufgrund von inhaltlichen Mängeln auf der Qualitätssicherungsseite des Portals Medienwissenschaft eingetragen. Dies geschieht, um die Qualität der Artikel aus den Themengebieten Journalismus, Medien- und Kommunikationswissenschaften auf ein akzeptables Niveau zu bringen. Hilf mit, den Artikel zu verbessern, und beteilige dich an der Diskussion! |

Als Telematische Gesellschaft bezeichnet Vilém Flusser seine positive Utopie einer möglichen zukünftigen Gesellschaft, die er aus den Erkenntnissen seiner Kommunikologie herleitet; es handelt sich dabei um einen Gegenentwurf zu den zeitgenössischen, eher pessimistischen Medientheorien und Medienkritiken von Jean Baudrillard, Paul Virilio etc.
Flusser geht davon aus, dass jede Gesellschaft aus einem Zusammenspiel von Dialogen und Diskursen besteht; durch die dialogische Kommunikationsform werden Informationen erzeugt, durch die diskursive Kommunikationsform werden Informationen verbreitet.
Grundsätzlich sind demnach drei Formen der Gesellschaft aus dieser Annahme ableitbar:
1. Die bisherige ideale Gesellschaft, bei der Dialoge und Diskurse sich im Gleichgewicht befinden.
2. Die autoritäre Gesellschaft, bei der die Diskurse dominieren. Das Fehlen der Dialoge zieht eine Informationsarmut nach sich. Diskurse werden nicht mehr durch Dialoge mit Informationen gespeist.
3. Die zukünftige und revolutionäre Gesellschaft, bei der Dialoge überwiegen, welche ständig Informationen erzeugen. Bedingt durch die so entstehende Informationsflut zerbrechen die alten Diskurse. Dementsprechend gibt es in der telematischen Gesellschaft keine Autoritäten. Sie ist, aufgrund ihrer vernetzten Struktur, völlig undurchsichtig und lenkt sich selbst kybernetisch. So wird Telematik von ihm auch als „kosmisches Hirn“ betrachtet.